# چاندراچور سینگ
چاندراچور سینگ (به انگلیسی: Chandrachur Singh) (زاده ۱۱ اکتبر ۱۹۶۸) بازیگر هندی است.
از کارهای معروف او می‌توان به بازی در فیلم رؤیاهای من و تو، لکه، عروسک خیمه‌شب‌بازی و چوب کبریت اشاره کرد.